# Fontaine des Clarisses
La fontaine des Clarisses est une fontaine publique située à Besançon dans le département du Doubs. La fontaine est située près de l'entrée de l'ancienne école d’artillerie de Besançon au 4 rue Mégevand.

## Histoire
Une première fontaine est construite, adossée au mur de clôture du couvent des Clarisses, en 1698. Elle est ensuite reconstruite en 1755 et est l'œuvre de Charles-François Longin.
La fontaine fait l’objet d’une inscription au titre des monuments historiques depuis le 22 juillet 1935.

## Architecture
La fontaine est en pierre calcaire possédant deux teintes différentes.
La fontaine est encadrée de deux Bas-reliefs de Style classique. Sur le bas relief de gauche, un trident de Neptune est gravé tandis que sur celle de droite, un sceptre religieux est présent. Sur chaque bas relief, la présence de palmiers de patience est à noter.